# Контуровщик
Контуровщик (англ. inker, также используются термины: англ. finisher, англ. embellisher, англ. tracer) — одна из двух профессий художника, традиционно необходимая при создании комиксов, в том числе графических новелл. Итог работы графика, карандашный рисунок (или его копия), отдаётся контуровщику, который, используя чёрную тушь, обводит карандашные линии, акцентируя те или иные части рисунка и исправляя огрехи наброска, тем самым приводя рисунок в итоговое состояние. Тушь может наноситься с помощью пера или кисти, многие контуровщики используют и то и другое. В последнее время набирает популярность контуровка с использованием компьютерных программ. Обычно контуровщик обрабатывает все линии рисунка, за исключением текстов. Тексты обрабатываются художником-шрифтовиком. В большинстве стрипов все производственные операции: рисунок, контуровку и даже обработку текстов - выполняет один художник, но обычной практикой всё же является разделение труда между несколькими профессионалами. Если комикс выпускается в цвете, раскраской может заниматься ещё один художник — колорист.
Контуровка стала необходимой частью процесса публикации комикса вследствие того, что раньше печатные машины не могли качественно воспроизвести карандашный рисунок. Сейчас такой проблемы не существует, но контуровка уже стала разновидностью искусства. На последней стадии создания комикса, перед раскраской, контуровщик наводит последний глянец на изображение и может скорректировать настроение картины, расставить необходимые акценты и улучшить читаемость комикса. Профессионал может спасти неудачный рисунок, а плохой контуровщик может испортить как гениально выполненную картинку, так и хорошую историю в целом.
При всём при этом, контуровка считается менее творческим, скорее, технологическим процессом, чем создание эскиза, начальной картинки. Поэтому многие художники, занимающиеся контуровкой, остаются как бы «за кадром» известности. Такое положение дел было спародировано в фильме Кевина Смита «В погоне за Эми», где один из художников — Бэнки Эдвардс, уязвлён тем, что ему говорят, что он только «обводит» картинки, нарисованные его напарником Холденом.

## Рабочий процесс
Хотя работа контуровщика заключается по сути в том, чтобы просто обвести все карандашные линии первоначального рисунка, контуровщик должен в первую очередь понять суть рисунка, чтобы толщиной обводки расставить правильные акценты и исправить огрехи художника-графика. Окончательный вид рисунка может сильно отличаться от первоначального карандашного эскиза. При рисовании карандашом у художника в распоряжении бесконечное число оттенков серого. Контуровщик же оперирует только одним цветом: чёрным. Соответственно, он может передать насыщенность оттенка, используя разные способы штриховки, к примеру, закрашивая область рисунка близко расположенными параллельными или пересекающимися линиями.
Опытный контуровщик может руководствоваться исходным рисунком как схемой, добавляя объём, мелкие детали в недостаточно проработанную картинку, исправляя анатомические несоответствия, меняя выражение лиц героев и эмоциональную окраску эпизодов. В некоторых случаях контуровщик может сам дорисовать задний план или отдать полученный рисунок для доработки другому художнику, как часто поступал Джо Симон при работе с Джеком Кёрби.
Строгое разделение областей ответственности между контуровщиком и графиком, описанное выше, встречается главным образом тогда, когда данные специалисты нанимаются издателем для создания графического произведения независимо друг от друга. В случае, если художник сам подбирает себе помощников, роли не так чётко определены. Художник, например, может сам растушевать все значимые части рисунка, оставив коллеге-контуровщику только обработку задников или распределив между несколькими своими ассистентами области контуровки. Подобным образом действовал Нил Адамс, работая в группе «Crusty Bunkers». Он доверил одному контуровщику обработку голов персонажей, второй занимался фигурами, а третий рисовал задники сцен. Подобная договорённость была у дуэта Яна Акина и Брайана Гарви, один занимался фигурами персонажей, второй растушёвывал задники.

### Компьютерная контуровка
С развитием компьютерной техники, художники получили возможность использовать для работы с графикой такие мощные программные продукты, как Adobe Illustrator, Photoshop, Inkscape, Corel Painter и Manga Studio. Графические планшеты упростили взаимодействие художника с компьютером. При этом, если используется не растровая, а векторная графика, то решается проблема пикселизации, при масштабировании изображения. При этом, по мнению большинства, использование векторной графики делает процесс рисования более трудоёмким.
В настоящее время многие компании стали использовать интернет для отправки рисунков требующих растушёвки. Контуровщик может скачать рисунки к себе на компьютер, распечатать на принтере и обработать. Готовый рисунок впоследствии сканируется и отправляется обратно заказчику. Это снижает расходы компании на пересылку, и позволяет ускорить процесс создания комикса.

## История
Достаточно долго контуровка считалась низкопрофессиональной деятельностью в индустрии создания комиксов. Ниже неё ценилась только работа художника-шрифтовика. В начале эпохи комиксов, компании часто нанимали неизвестных художников, которые организовывали что-то вроде конвейера по производству комикса, где «звезда», упомянутая на обложке комикса (такая как, например, Джо Симон, Джек Кёрби или Боб Кейн) задавала общий тон и темп истории, а анонимные работяги делали всю остальную работу по отрисовке, контуровке и пр., зачастую довольно низко оплачиваемую.
Жёсткие требования к срокам сдачи работы, при том, что нужно было от выпуска к выпуску сохранять общую стилистику картинки, приводит к формированию следующей схемы производственного процесса: один график рисует эскизы, а окончательная доводка рисунка осуществляется несколькими контуровщиками. При этом, большое значение имело кто занимается раскадровкой. Например, в компании Marvel Comics раскадровку обычно делал художник, совмещая собственно отрисовку с написанием сценария. В этом случае художник больше заинтересован в продвижении истории, в движении вперед по сюжетной канве, оставляя объемную работу по контуровке своим ассистентам. В других компаниях раскадровку выполнял сценарист, на этапе подготовки текста истории, и художники, создававшие комикс по этому сценарию, занимались контуровкой сами. Таким образом, некоторые художники работали в направлении увеличения количества рисунков, оставляя контуровку и добавление текстов наёмным работникам. Другие же посчитали, что создание «чернового» эскиза с последующей самостоятельной доработкой на этапе контуровки позволяет сделать процесс создания комикса более гибким.
Большая часть информации о художниках Золотого века комиксов утеряна, и нам почти не известны имена контуровщиков того времени. Для тех же, кого мы знаем, достаточно трудно создать полный список работ. Такие контуровщики, как, например, Чик Стоун, Джордж Папп и Марвин Стейн обработали в тот период тысячи страниц, но, при этом, не упомянуты в числе создателей большинства работ.
Наступление эпохи комиксов компании Marvel Comics в начале 1960 годов, стало временем признания контуровки, как одного из двух (после работы графика) наиболее важных элементов для создания комикса. Таким образом, этот вид деятельности получил признание, что в свою очередь выразилось в повышении оплаты за контуровку и возросшей известности самих контуровщиков. Кроме того, сработавшийся дуэт из графика и контуровщика может создавать настоящие произведения искусства.
В 2008 году контуровщик Боб Альмонд, сотрудник как DC Comics, так и Marvel Comics, утверждает специально для контуровщиков Премию Чернильницы. Эта премия быстро стала  престижной в профессиональных кругах создателей комиксов.

## Известные контуровщики
| - Дэн Адкинс - Майк Альфред - Мёрфи Андерсон - Терри Аустин - Скотт Вильямс - Эл Вильямсон - Декстер Винс - Уолли Вуд - Тони ДеЗунига - Винс Депортер - Клаус Дженсон - Джо Гиелла - Дик Гиордано - Эл Гордон | - Дэн Грин - Джордж Клейн - Винс Колетта - Пол Ниари - Кевин Нолан - Том Палмер - Джимми Палмиотти - Джордж Папп - Джозеф Рубинштейн - Джо Синнотт - Боб Смит - Карл Стори - Арт Тиберт - Майк Эспозито |

## Известные тандемы график/контурист
- Курт Сван/Джордж Клейн — долгое время работали над комиксами о Супермене компании DC Comics во времена Серебряного века комиксов, создав наиболее полный, использующийся и по сей день, образ этого героя.
- Курт Сван/Мёрфи Андерсон — в начале 1970-х продолжили работу над образом Супермена. Эту команду часто называют «Свандерсон» (англ. Swanderson).
- Джек Кёрби/Джо Симон — в период своего расцвета этот тандем работал над сериями «Капитан Америка», «Красный Череп», «Sandman» and «Sandy Hawkins», «Manhunter», «Boy Commandos», и многими другими.[3]
- Джон Северин/Уилл Элдер[англ.] — серии комиксов про войну и научно-фантастические комиксы от EC Comics.
- Джек Кёрби/Дик Айерс — сотрудничество Кёрби с Айерс оказалось, возможно, самым продуктивным из всех до того. Дуэт создал сотни страниц комиксов о диком западе и о монстрах, ещё до начала эпохи супергероев Marvel.[5]
- Джек Кёрби/Джо Синнотт[англ.] — первые приключения «Фантастической четверки».
- Росс Андру/Майк Эспозито[англ.] — дуэт проработал вместе около 40 лет, самые известные серии: «Showcase», «Metal Men» и «The Amazing Spider-Man».
- Дик Айерс/Джон Северин — серия «Sgt. Fury and his Howling Commandos».
- Жене Колан/Сид Шорес[англ.] — в 1960 годах работали над серией «Сорвиголова».
- Джон Бускема/Том Палмер[англ.] — в 1960 годах работали над серией «Мстители».
- Нил Адамс/Том Палмер[англ.] — конец 1960-х: «Люди Икс» и «Мстители».
- Нил Адамс/Дик Гиордано[англ.] — конец 1960-х, начало 1970-х: «Бэтмен», «Detective Comics» и «Green Lantern/Green Arrow».
- Жене Колан/Том Палмер[англ.] — серия «The Tomb of Dracula».
- Джон Бирн/Терри Аустин[англ.] — серия «Uncanny X-Men».
- Френк Миллер/Клаус Дженсон — «Сорвиголова» и «Batman: The Dark Knight Returns».
- Джордж Перес/Ромео Тангхал[англ.] — серия «Юные Титаны».
- Джим Ли/Скотт Вильямс[англ.] — «Uncanny X-Men», «WildC.A.T.s» и «All Star Batman and Robin the Boy Wonder»
- Джо Кесада/Джимми Пальмиотти — множество проектов, самые известные: «Ash» и «Сорвиголова».
- Эд МакГиннесс/Декстер Винс[англ.] — также известны как «eDex», работали над сериями «Гражданская война», «Superman/Batman», «JLA Classified» и многими другими.
- Брайан Хитч?!/Пол Ниари[англ.] — серии про «Ultimates».